# Egnatioides sphaerifer
Egnatioides sphaerifer är en insektsart som beskrevs av Bei-bienko 1951. Egnatioides sphaerifer ingår i släktet Egnatioides och familjen gräshoppor. Inga underarter finns listade i Catalogue of Life.